# Istoria militară a Italiei în timpul celui de-al Doilea Război Mondial
Regatul Italiei a avut o istorie tumultuoasă în timpul celui de-al Doilea Război Mondial. În ciuda faptului că forțele militare italiene au fost considerate slabe de către puterile învingătoare din timpul celei de-a doua conflagrații mondiale, există voci ale unor istorici militari că situația în care s-au aflat militarii peninsulari s-au datorat mai degrabă slabei echipări și a conducerii politice ineficiente, decât unei inferiorități evidente. 

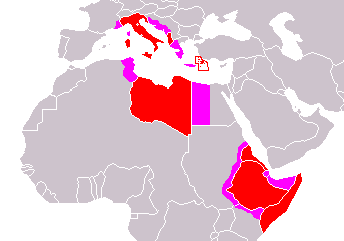
Imperiul Italian la sfârșitul anului 1940.

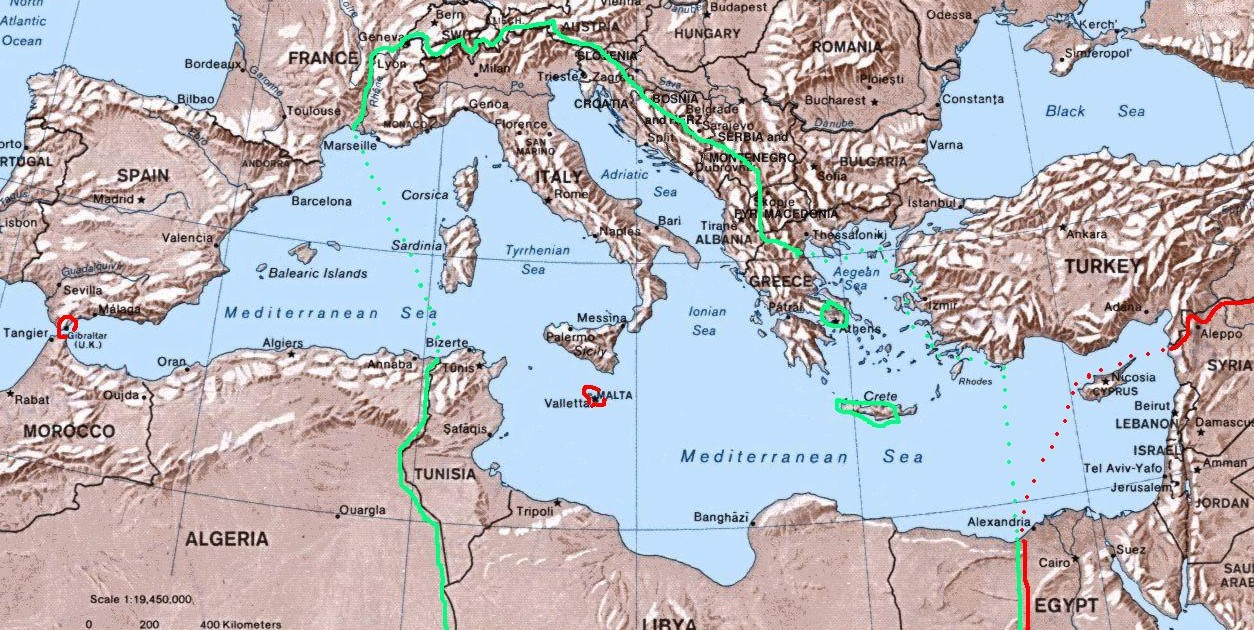
Zonele controlate de Italia și Anglia în bazinul Mării Mediterane în momentul de maximă extindere din 1942 (Italia – linie verde, Aglia – roșie)

## Declanșarea celui de-al doilea război mondial
Germania Nazistă a invadat Polonia pe 1 septembrie 1939, dar Italia a rămas neutră în următoarele nouă luni, deși era una dintre Puterile Axei.
Subsecretarul de stat pentru producția de război al guvernului dictorului italian Benito Mussolini, Carlo Favagrossa, a apreciat că Italia nu putea să fie gata de război până în octombrie 1942. Această poziție avea să fie subliniată în timpul negocierilor germano-italiene pentru Pactul de Oțel, în care s-a stipulat că niciunul dintre semnatari nu urma să declare război mai înainte de 1943. Deși Italia era considerată o mare putere, sectorul industrial al țării era relativ slab dezvoltat în comparație cu cele ale altor puteri europene. Astfel, capacitatea industrială italiană nu reprezenta decât cel mult 15% din cea a Franței sau a Regatului Unit în sectoare militare cheie precum construcția de automobile. Numărul de automobile din Italia în perioada interbelică era de aproximativ 372.000 de unități, în comparație cu circa. 2.500.000 în Anglia și Franța. Slaba dezvoltare a industriei automobilistice a făcut imposibilă mecanizarea unităților militare italiene. Italia avea încă în acea perioadă o industrie predominant agricolă, o țară încă în curs de dezvoltare, cu un mare grad al analfabetismului, sărăciei, o creștere accentuată a populației și cu o proporție participării industriei la formare PIB mai scăzute decât a Cehoslovaciei, Ungariei sau Suediei. În ceea ce privește producția de materiale strategice, Italia producea în 1940 4,4 milioane de tone de cărbune, 40 mii tone de țiței, 1,2 milioane tone de minereu de fier și 2,1 milioane de tone de oțel. Prin comparație, Regatul Unit producea 224,3 milioane de tone de cărbune, 11,9 milioane de tone de țiței, 17,7 milioane de tone de minereu de fier și 13 milioane de tone de oțel, iar Germania 364,8 milioane de tone de cărbune, 8 milionae de tone de țiței, 29,5 milioane de tone de minereu de fier și 21,5 milioane de tone de oțel. O bună parte a materiilor puteau fi asigurate doar prin importuri, iar autoritățile nu au făcut niciun efort pentru crearea de stocuri de materiale strategice în perioada de dinainte de intrarea în război. Mai trebuie amintit faptul că aproximativ un sfert dintre vasele comerciale ale Italiei erau în radele unor porturi străine în momentul în care Mussolini a luat brusc decizia să intre în război, iar căpitanii acestor vapoare nu au primit niciun avertisment, astfel încât toate au fost confiscate. Un alt handicap important pe care armata italiană trebuia să îl depășească a fost marea cantitate de arme și provizii oferite aproape gratis de către Italia Fascistă forțelor naționaliste ale lui Francisco Franco în timpul războiului civil din Spania (1936 – 1939). Italienii au trimis în Spania "Corpul de trupe voluntare", care a luptat de partea forțelor lui Franco. Costul participării italienilor la luptele din Spania a fost de 6 până la 8,5 milioane de lire, adică aproximativ 14% - 20% din cheltuielile anuale guvernamentale, și aceasta în condițiile în care guvernul a vea datorii publice uriașe. În 1921, când Benito Mussolini a ajuns la putere, datoria de stat era de 93 de miliarde de lire, din care cea mai mare parte datorii pe termen mediu și scurt. Până în 1923, această datorie crescuse la 405 miliarde de lire.
Armata regală italiană a fost din toate aceste motive secătuită de resurse și relativ slabă în momentul declanșării războiului. Armata dispunea de puține tancuri, cea mai mare cu performanțe modeste, iar comunicațiile radio erau slab dezvoltate. Cea mai mare parte a pieselor de artilerie datau din perioada primului război mondial. Principalul avion de vânătoare din dotarea forțelor aeriene italiene era Fiat CR.42, un biplan modern cu excelente calități de zbor, dar care era depășit de avioanele monoplane de ultimă generație, cu care erau dotate flotele aeriene ale altor state. Forțele aeriene italiene aveau în dotare aproximativ 1.760 de aparate de zbor, din care doar cam 900 puteau fi considerate „aparate de prima linie de luptă”. Marina regală italiană nu avea în dotare nicun portavion.
În timp ce armata italiană avea puțin echipament militar modern, autoritățile și-au dat seama de nevoia acută de creare a unor forțe militare moderne  și au întreprins pași importanți pentru modernizarea armatei în conformitate cu doctrina militară relativ avansată italiană. Aproximativ 40% din bugetul național a fost alocat cheltuielilor militare. Italienii și-au dat seama într-un târziu și de necesitatea sprijinului aerian pentru forțele lor navale, luând decizia construirii unor portavioane Au fost construite mai multe echipamente moderne, printre acestea numărându-se de exemplu seria de avioane de vânătoare Fiat G.55, Macchi C.205 și Reggiane Re.2005, dotate cu motoare Daimler-Benz. capabile să facă față celor mai moderne aparate de luptă aliate. Au fost construite însă doar câteva sute de astfel de aparate de luptă. Avionul de vânătoare Fiat G55 Centauro a fost catalogat de Oberst Petersen, consilierul lui Goering, drept „cel mai bun avion de vânătoare al Axei”. Tancul P40, echivalentul tancului american „M4 Sherman” și a celui german „Panzer IV”, a fost proiectat în 1940, dar nu a fost construit niciun prototip până în 1942, iar constructorii nu au fost capabili să producă această mașină de luptă până în momentul armistițiului din 1943.
 Acest fapt s-a datorat în parte lipsei unor motoare suficient de puternice, care să utileze noul tanc. Spre deosebire de aliați, proiectații italieni nu s-au gândit la soluția folosirii unor modele mai vechi de motoare de avion, care se găseau în număr suficient de mare, și care este posibil să fi dus la o mai rapidă punere în producție a noului tip de tanc. Numărul total de tancuri produse de italieni de-a lungul întregului război, (aproximativ 3.500 de bucăți) a fost mai mic decât numărul de blindate pe care Germania le-a folosit în timpul invadării Franței.
Italienii au fost primii care au avut ideea folosirii tunurilor autopropulsate, ambele având roluri de sprijin al infanteriei și luptă antitanc, iar piesele de artilerie folosite erau printre cele mai moderne ale vremii („Cannone da 75/46 C.A. modello 34”, „Cannone da 75/32 modello 37”, „Cannone da 90/53|90/53”, „Cannone da 47/32 M35” și „Breda Model 35”) Italienii foloseau de asemenea automobilele blindate „AB 41” și „Camionetta AS 42”, care au fost printre cele mai bune din categoria lor.
În ciuda acestor câteva echipamente moderne, adevărul este că cea mai mare parte a echipamentelor italienilor erau depășite din punct de vedere tehnic sau în număr insuficient. Principalul motiv al acestei producții slabe calitativ și cantitativ a fost o economie relativ nedezvoltată, care suferea din cauza lipsei de materii prime.
Italia avea una dintre cele mai mari armate, cel puțin pe hârtie, dar situația reală era cu totul alta. Conform estimărilor istoricilor Bierman și Smith, armata regulată italiană putea să mobilizeze aproximativ 200.000 de soldați la începutul războiului. În ciuda încercărilor de modernizare, cea mai mare parte a trupelor terestre erau dotate cu arme ușoare, fără să aibă suficiente mijloace motorizate de transport. Pentru a menține un număr ridicat de divizii, liderii italieni au hotărât ca ele să fie compuse din doar două regimente, ceea făcea ca o divizie italiană să fie de mărimea unei brigăzi britanice. Bugetul destinat armatei și în mod special instruirii personalului a fost redus, iar cea mai mare parte a personalului a fost antrenat direct pe front, ceea ce s-a dovedit o soluție total ineficientă. Unitățile forțelor aeriene nu au fost intruite niciodată împreună cu forțele navale, iar majoritatea vaselor militare au fost construite pentru acțiuni ale flotelor reunite, nu pentru operațiuni de protejare a convoaielor, care s-au dovedit extrem de importante în timpul războiului. În afară de aceasta, lipsa cronică de combustibil a obligat majoritatea vaselor militare italiene să desfășoare operațiuni limitate.
Forțele armate italiene s-au confruntat de asemenea și cu probleme de comandă la cel mai înalt nivel. Mussolini și-a asumat conducerea celor trei ministere militare din dorința de a influența planificarea militară. Comando Supremo (Comandamentul suprem italian) era format dintr-un grup restrâns de ofițeri care putea cel mult să-i informeze pe comandanții diferitelor servicii militare cu privire la intențiile lui Mussolini, după care acești comandanți trebuiau să le ducă la îndeplinire prin planuri practice. Ca urmare, nu exista o comandă centralizată a operațiunilor, iar cele trei servicii militare importante aveau tendința să lucreze independent, concentrându-se doar asupra domeniilor lor de interes, cu o cooperare minimă cu alte servicii. Armata era la rândul ei divizată între două instituții diferite: cea care era instituțional loială regelui – „Regio Esercito” (Armata regală italiană”) și cea care era loială lui Mussolini. De asemenea, existau discrepanțe importante între sistemul salarial al personalului militar de grad similar din unități militare diferite.
După cucerirea teritoriilor poloneze de către Germania, Mussolini și-a schimbat opțiunile cu privire la participarea la război. Generalul Archibald Wavell, comandantul forțelor britanice din Africa, avea să prezică în mod corect că Mussolini urma să-și implice țara în război atunci când îi va fi fost rănit orgoliul.
Există unii istorici care cred că liderul italian Benito Mussolini a fost influențat să intre în război împotriva Aliaților de negocierile secrete cu premierul britanic Winston Churchill, cu care a întreținut o corespondență intensă între septembrie 1939 și iunie 1940. Ziarul Luciano Garibaldi a scris că „în acele scrisori (care au dispărut la Lacul Como în 1945), este posibil ca Churchill să-l fi silit pe Mussolini să intre în război pentru a duce la scăderea pretențiilor lui Hitler și pentru a-l descuraja să continue ostilitățile împotriva Marii Britanii, în condițiile în care Franța se îndrepta în mod inexorabil spre înfrângere. În această lumină, Mussolini putea să îl impulsioneze pe Hitler să atace URSS-ul, inamicul comun atât al lui Churchill cât și al lui Mussolini”.
La început, intrarea în război a fost în mod clar o acțiune care ar putea fi caracterizată drept oportunism politic, care a dus la lipsa unei planificări coerente, care nu a luat în calcul posibilele consecințe. Mussolini era conștient de slăbiciunea militară a armatelor țării sale, dar se pare că el s-a așteptat din capul locului ca participarea Italiei la război să fie de mică amploare. Această situație a dus la o slabă motivare a soldaților italieni, care nu întrezăreau obiectivele operațiunilor militare și nu găseau nicio justificare a atacului. Odată cu implicarea tot mai puternică în operațiunile militare ale conflictului mondial și insuccesele militare ale italienilor s-au succedat cu un ritm îngrijorător, Comando Supremo a fost obligat să întreprindă pași tot mai hotărâți spre o planificare militară profesionistă.

## Intrarea Italiei în război în iunie 1940
Pe 10 iunie 1940, în timpul Bătăliei Franței, guvernul francez a fost evacuat la Bordeaux, declarând Parisul oraș deschis. Șeful statului major italian, mareșalul Pietro Badoglio: „Am nevoie doar de câteva mii de morți astfel încât să stau la conferința de pace ca un om care a luptat.”
Mussolini avea ca obiectiv imediat să cucerească noi colonii în Africa de nord prin ocuparea posesiunilor franceze și britanice.
Franklin D. Roosevelt, președintele SUA, avea să spună cu privire la declarația de război a Italiei: „În a zecea zi a lunii iunie 1940, mâna care ținea un pumnal a lovit în spatele vecinului său.”

## Ocupația italiană în Franța, 1940 - 1943
În iunie 1940, după ce succesul inițial al ofensivei italiene inițiale în sudul Franței s-a transformat într-un impas, fiind oprită pe linia fortificată a „Alpilor”. Pe 25 iunie 1940, Franța a capitulat în fața Germaniei. Italia a ocupat câteva regiuni de-a lungul frontierei italo-franceze. În timpul luptelor din sudul Franței, italienii au avut pierderi: 1.247 morți și 2.151 dispăruți. De asemenea, 2.151 soldați italieni au fost răniți.
În noiembrie 1942, Armata regală italiană (Regio Esercito) a participat la ocuparea teritoriului controlat de Regimul de la Vichy și a Corsicii, ca parte a „Operațiunii Anton”. Începând din decembrie 1942 a fost stabilită o guvernare militară italiană în departamentele franceze la est de râul Rhône. Guvernarea militară italiană a continuat până în septembrie 1943, când Italia a încetat războiul împotriva Aliaților.
Marina militară italiană ș-a stabilit o bază la Bordeaux, de unde au acționat 32 de submarine, care au participat la Bătălia Atlanticului.

## Declanșarea ostilităților din Africa de nord în 1940
Situația italienilor în Africa de Nord a devenit foarte grea aproape imediat după începutul războiului. În prima săptămână după declarația italiană de război de pe 10 iunie 1940, Regimentul brotanic11 husari a cucerit fortul Capuzzo din Libia. De asemenea, britanicii l-au capturat într-o ambuscadă pe inginerul-șef al Armatei a 10-a italiene, generalul Lastucci.  Pe 28 iunie, mareșalul Italo Balboa, guvernatorul-general al Libiei, a fost ucis din greșeală de focul artileriei antiaeriene italiene în timpul aterizării avionului acestulia la Tobruk.
Mussolini i-a ordonat înlocuitorului lui Balbo, mareșalul Rodolfo Graziani, să lanseze un atac împotriva Egiptului. Graziani a încercat să se opună ordinului, argumentând că forțele de sub comanda sa erau echipate necorespunzător pentru o asemenea operațiune, dar Mussolini i-a cerut să declanșeze atacul în orice condiții.
Pe 13 septembrie, unitățile Armatei a 10-a italiene au recucerit fortul Capuzzo, au traversat granița dintre Libia și Egipt și au înaintat spre est până la Sidi Barrani. Sidi Barrani se afla cam la aproximativ 100 km depărtare de granița egipteano-libiană. Trupele italiene și-au încetat înaintarea la Sidi Barrani și au început să construiască fortificații și tranșee.
În acele momente, britanicii dispuneau doar de aproximativ 36.000 de soldați pentru apărarea Egiptului (din cei aproximativ 100.000 de soldați ai Comandamentului Orientului Mijlociu), iar italienii dispuneau de 236.000 de soldați. În ciuda superiorității lor numerice, italienii nu își aveau trupele concentrate într-un singur loc: efectivele erau împărțite între Armata a 5-a din vest și Armata a 10-a din est. Italienii aveau trupele distribuite de la granița Tunisiei , în vestul Libiei și până la Sidi Barrani în Egipt. Graziani a declanșat invazia în Egipt pe 13 septembrie cu patru divizii și un grup blindat. Înaintarea italienilor a încetat la Sidi Barrani, unde Graziani, care nu era informat cu privire la efectivele reduse ale brianicilor,
 a hotărât să înceapă construirea de fortificații și aprovizionarea acestora cu muniție, combustibil și apă potabilă (scop pentru care a construit o conductă de aducțiune prin deșert).  Acțiunile italinilor au fost stânjenite de atacurile Marinei Regale Britanice care opera în Marea Mediterană și care atacau vasele italiene de transport. Dacă la începutul luptelor eficiența vaselor militare britanice a fost scăzută, rezultatele lor s-au îmbunătățit odată cu trecerea timpului.
Mussolini era foarte furios datorită rezultatelor modeste ale operațiunii conduse de Graziani. Pe de altă parte, mareșalul nu putea fi învinovățit, vina aparținând chiar lui Mussolini, care îl refuzase lui Graziani majoritatea cererilor de dotatre cu camioane, armament sau provizii. Italo Balboa notase în timpul în care se aflase la comanda trupelor din Africa: „Tancurile noastre ușoare, deja învechite și înarmate doar cu mitraliere,  sunt depășite complet. Mitralierele mașinilor blindate britanice le împroașcă cu gloanțe, care le străpunge cu ușurință blindajul”. În acest timp, comandantul britanic Wavell aștepta ca italienii să-și întindă la maximum liniile de aprovizionare, mai înainte de a declanșa contraatacul de la Marsa Matruh.
Forțele italiene de la Sidi Barrani aveau probleme MARI în ceea ce privește dispunerea lor în teren. Cele cinci fortificații erau plasate la o prea mare depărtare una de cealaltă, ceea ce împiedica sprijinul reciproc împotriva forțelor atacatoare, iar patrularea zonei dintre ele era insuficientă. Dotarea slabă cu mijloace de transport făcea reorganizarea forțelor în caz de atac foarte greoaie. Solul stâncos a făcut imposibilă săparea unor șanțuri antitanc, iar minele antitanc plantate ca și piesele de artilerie antitanc disponibile erau insuficiente pentru a asigura respingerea unui atac blindat britanic amplu.

## Bătălia Angliei: 1940 - 1941
Dictatorul italian Benito Mussolini a insistat ca Forțele Aeriene Regale Italiene („Regia Aeronautica”) să participe alături de aliații germani la Bătălia Angliei.  Corpul expediționar italian („Corpo Aereo Italiano”) a plecat în Belgia pe 10 septembrie 1940 și a intrat pentru prima oară în luptă la sfârșitulu lunii octombrie 1940. Avioanele militare italiene au luat parte la ultimele faze ale bătăliei. Aparatele italiene – avioane biplane – nu se puteau compara cu aparatele de zbor moderne din dotarea britanicilor (Royal Air Force) sau a germanilor (Luftwaffe). Ca urmare, Corpul expedițonar italian nu a înregistrat nici un succes. Avioanele italiene au fost repatriate la începutul anului 1941, până la mijlocul lunii aprilie.

## Campaniile din Africa răsăriteană: 1940 - 1941
În afară de mai bine-cunoscuta campanie din deșertul occidental din 1940, italienii au deschis un front secundar în iunie 1940 în Africa de Est, atacând din coloniile lor din Etiopia, Somalia Italiană și Eritreea.
La fel ca și în cazul luptelor din Egipt, forțele italiene, compuse din aproximativ 70.000 de soldați italieni și aproximativ 180.000 de soldați recrutați din colonii, depășeau cu mult forțele britanice din zonă. Africa Orientală Italiană era însă izolată și aflată la mare depărtare de metropolă. Forțele italiene din regiune erau astfel într-o situație de criză permanentă în ceea ce privește proviziile. Problemele de aprovizionare au limitat în mod cert orice operațiune ofensivă în zonă.
Atacul inițial intalian din Africa răsăriteană a avut loc pe două direcții: una în Sudan iar cea de-a două în Kenya. Mai apoi, în august 1940, italienii au atacat Somalia Britanică. După câteva lupte scurte, garnizoanele britanice și ale Commonwealthului au fost evacuate din Somalia pe cale apelor spre portul Aden.
Cucerirea de către italieni a Somaliei Britanice a fost unul dintre puținele succese ale italienilor din timpul luptelor celui de-al doilea război mondial obținute fără ajutorul aliaților germani. Italienii au cucerit în Sudan și Kenya regiuni cu o suprafață relativ redusă din apropierea localităților de frontieră. După aceste succese, Armata Regală Italiană (Regio Esercito) din Africa răsăriteană a trecut în defensivă, în așteptarea contraatacului britanic.
Marina Regală Italiană („Regia Marina”) a desfășurat în regiunea Africii Orientale Italiene o forță redusă. Flotila Mării Roșii își avea baza în portul Massawa din Eritreea.  Flotila era compusă din șapte distrugătoare și opt submarine. Flotila Mării Roșii a reprezentat o amenințare continuă împotriva convoaielor britanice care traversau Marea Roșie, în cida crizei de combustibil. Italienii au pierdut în timpul atacurilor împotriva convoaielor aliate patru submarine și a un distrugător.
Britanicii au contraatacat din Sudan pe 19 ianuarie 1941 cu două divizii indiene. (a 4-a și a 5-a) de infanterie. În sprijinului atacului principal al indienilor a fost organizat din Kenya atacul a unei divizii sud-africane și a două britanice. Contraatacul a fost completat de un atac amfibiu din portul Aden. Acțiunile ofensive concertate britanice au dus în cele din urmă la recucerirea Solmaiei Britanice.
Bătălia de la Keren, care s-a desfășurat între februarie și martie 1941, a hotărât soarta Africii Orientale Italiene. După cucerirea Kerenului, britanicii și-au continuat campania cucerind  Asmara și Massawa. Capitala Etiopiei, Addis Ababa a fost cucerită de aliați în aprilie 1941. Viceregele Etiopiei, Amedeo, duce de Aosta, a capitulat în mai, la Amba Alagi.  Rezistența italiană a încetat după ce ultimele unități au capitulat la Gondar, în noiembrie 1941.
Când portul Massawa a fost cucerit de britanici, distrugătoarele italiene au primit ordinul să execute un atac sinucigaș asupra vaselor inamice din Marea Roșie. În același timp, ultimele patru submarine italiene din Africa Orientală Italiană au pornit într-un voiaj plin de aventuri în jurul Capului Bunei Speranțe și prin Oceanul Atlantic, ajungâng în cele din urmă la adăpost în portul Bordeaux din Franța.
Un număr de italieni au continuat lupta de gherilă după capitularea forțelor lor regulate, acțiunile lor încetând în vara anului 1943, odată cu înfrângerea oricărei rezistențe din Eritreea și Etiopia.

## Forțele italiene din Balcani: 1940 - 1943
La începutul anului 1939, în vreme ce atenția opiniei publice mondiale era ațintită asupra agresiunii germane împotriva Cehoslovaciei, Mussolini a început să urzească planuri pentru ocuparea Albaniei. Italia a ocupat Albania relativ ușor pe 7 aprilie 1939
Italia a declanșat pe 28 octombrie agresiunea împotriva Greciei pornind din bazele stabilite în Albania. Italia a atacat Grecia în parte datorită creșterii influenței Germaniei în Balcani. Atât Iugoslavia, cât și Grecia aveau guverne cu atitudine prietenoasă față de Germania. Mussolini a lansat atacul împotriva Greciei la scurtă vreme după ce România, un stat pe care dictatorul o considera ca făcând parte din sfera de influență italiană, s-a aliat cu Germania. Mussolini a dat ordinul de atac pe 15 octombrie, el sperând ca trupele sale să înceapă atacul în 12 zile. Mareșalii Badoglio și Roatta, însărcinați cu executarea ordinului,  erau dezorientați, deoarece cu numai trei săptămâni mai devreme, la ordinele lui Mussolini, fuseseră demobilizați aproximativ 600.000 de soldați. Pentru a asigura succesul, italienii aveau nevoie de aproximativ 20 de divizii. Cum în Albania erau numai opt divizii, iar infrastructura albaneză era insuficient dezvoltată, pregătirile pentru atac ar fi trebuit să dureze cel puțin luni. În ciuda acestor greutăți, ziua atacului a fost hotărâtă pentru 28 octombrie.
La scurt timp după începerea luptelor, italienii au intrat în impas. Ofensiva inițială italiană a fost respinsă de greci, iar comandantul suprem elen, generalul Papagos, a reușit să asigure superioaritatea numerică în zona frontului până la mijlocul lunii noiembrie, mai înainte de lansarea contraofensivei, care avea să-i împingă pe italieni înapoi în Albania. Grecii erau cu toții pregătiți să lupte în munți, în vreme ce doar șase divizii italiene („Alpini”) erau instruite și echipate pentru războiul montan. Italienii au reușit să restabilească frontul doar atunci când au adus suficiente efective pentru a avea paritate cu elenii.
„Ofensiva de primăvară” a italienilor din martie, prin care aceștia încercau să obțină inițiativa strategică mai înainte de intervenția germanilor, a avut rezultate îndoielnice. Armata italiană lupta încă în Albania împotriva grecilor și rezistenței albaneze, când Germania a atacat Grecia. Comandamentul elen a insistat ca grosul armatei (cinci zeci de divizii) să rămână desfășurată în teritoriul albanez, în condițiile iminenței atacului nazist.
După sosirea trupelor britanice în Grecia în martie 1941, bombardierele britanice care operau de pe aeroporturile elene puteau ataca câmpurile petroliere din România, vitale pentru efortul de război german. Hitler a ajuns la concluzia că este necesar să-i ajute pe italieni și hotărât să atace Grecia prin Iugoslavia (unde o lovitură de stat înlăturase de la putere guvernul germanofil).
Wehrmachtul german a declanșat invadarea Iugoslaviei – („Operațiunea 25”) și a Greciei („Operațiunea Marița”) pe 6 aprilie 1941. În acest timp, Italia a atacat Iugoslavia prin Dalmația și a reușit în sfârșit să îi alunge pe greci din Albania. Pe 17 aprilie, Iugoslavia a capitulat în fața Germaniei și Italiei. Pe 30 aprilie, Grecia a capitulat la rândul ei în fața Germaniei și Italiei, iar țara a fost divizată între germani, italieni și bulgari. Atacul Axei s-a încheiat cu o victorie totală, după ce și insula Creta a fost cucerită. Pe 3 mai, în timpul paradei triumfale din Atena, Mussolini a făcut declarații publice cu privire la noua „Mare Nostrum” din bazinul mediteranean.
La luptele din Balcani au participat 28 de divizii italiene. După capitularea Iugoslaviei, italienii au ocupat Dalmația, iar restul țării a fost împărțit între forțele Axei. Astfel, a fost creat un stat-marionetă croat, avându-l drept suveran pe un pricipe de Savoia. Italienii au ocupat cea mai mare parte a Greciei, bulgarii au ocupat provinciile nordice iar germanii și-au asumat controlul asupra celor mai importante zone strategice. Trupele italiene au ocupat zonele din Iugoslavia și Grecia până la armistițiul cu forțele aliate din septembrie 1943.
În primăvara anului 1941, Italia a creat un stat clientelar muntenegrean și a anexat cea mai mare parte a Dalmației la Guvernoratul Dalmației (Governatorato di Dalmazia). Partizanii iugoslavi au declanșat un puternic război de guerilă.

## Marina italiană din Mediterana: 1940 - 1943
Marina Regală Italiană  („Regia Marina”) nu avea nici pe departe potențialul Marinei Regale Britanice  în 1940 din Mediterana. După mai multe eșecuri, marina italiană a început să evite confruntările directe cu navele britanice. Marina britanică avea ca sarcină principală aprovizionarea și asigurarea protecției convoaielor care aprovizionau avanposturile din Miditerana. Flota italiană reprezenta o amenințare continuă, de care englezii trebuiau să țină seama. Pe 11 noiembrie 1940, britanicii au declanșat primul atac aerian din război lansat de pe portavioane, folosind o escadrilă de bombardiere-torpiloare Fairey Swordfish. La încheierea raidului de la Taranto, trei cuirasate italiene au fost avariate sau distruse, iar două avioane britanice au fost doborâte.
Marina italiană a găsit alte posibilități de atac împotriva vaselor aliaților. Poate cea mai de succes metodă a fost cea a folosirii minisubmarinelor denumite și torpile umane (maiale) și a scafandrilor militari autonomi pentru atacarea vaselor ancorate în porturi. Flotila ușoară a 10-a, („Decima Flottiglia MAS” sau „XMAS”), care era însărcinată cu ducerea la îndeplinire a acestor atacuri, a scufundat sau deteriorat 28 de vase din septembrie 1940 până la sfârșitul anului 1942. Printre succesele italienilor s-au numărat cuirasatele HMS Queen Elizabeth și HMS Valiant (scufundate în portul  Alexandria pe 18 decembrie 1941) și o serie de vase comerciale însumând 111.527 tdw. XMAS a folosit două tipuri de ambarcațiuni pentru aceste acțiuni („siluro a lenta corsa”), un minisubmarin cu doi scafandri la bord și MTM („motoscafo da turismo modificato”), o barcă de asalt condusă de un singur pilot, umplută cu explozibil.
După scufundarea celor două cuirasate menționate mai sus, părea că obiectivul dominației italiene a Mediteranei este realizabil. Acțiunile de contracarare ale aliaților, și anume aprovizionarea insulei Malta, (e adevărat, cu mari piederi umane și materiale) și Operațiunea Torța (debarcările din Africa de nord) din noiembrie 1942, a făcut ca soarta războiului să devină potrivnică Italiei. După mai mulți ani de lupte în Africa de nord, forțele Axei au fost alungate din Libia și Tunisia la doar șase luni de la bătălia de la El Alamein, ceea ce a dus la prăbușirea visului   noii "Mare Nostrum" italiene.

## Italia în Africa de nord: 1940 - 1943
Pe 8 decembrie 1940 a fost declanșată operațiunea engleză „Compass”. Britanicii plănuiseră un raid amplu, care ar fi trebuit să aibă ca rezultat izolarea de către forțele aliate britanico-indiano-australiene a trupelor italiene. Depășind obiectivele inițiale, generalul Richard O'Connor a continuat atacul și a ajuns până la El Agheila, reușind o înaintare de aproximativ 800 km și capturarea unui mare număr de prizonieri. Aliații aproape că au reușit distrugerea armatei italiene din Africa de nord și păreau pe punctul de a-i alunga definitiv din Libia. Totuși, Winston Churchill a cerut ca înaintarea să fie oprită din două motive: problemele cu aprovizionarea și respectarea angajamentelor luate pentru apărarea Greciei. Ca urmare, o bună parte a trupelor britanice din regiune a fost expediată în Grecia. După câteva săptămâni, au început să sosească în sprijinul italienilor din Africa de nord primele unități ale Afrika Korps (februarie 1941).
Generalul german Erwin Rommel a devenit comandantul trupelor Axei din Africa de nord, deși cele mai numeroase efective erau cele italiene. Sub conducerea lui Rommel, trupele Axei i-au respins pe britanici înapoi în Egipt, dar nu au reușit să ocupe și acest bastion aliat datorită întinderii prea mari a liniilor de aprovizionare, care erau amenințate de enclava aliată de Tobruk. După reorganizarea și regruparea forțelor lor, aliații au lansat în noiembrie 1941 operațiunea Cruciatul, împingându-i până la sfârșitul anului pe germani și italieni înapoi la El Agheila.
Forțele Axei au reluat atacul în ianuarie 1942, ajungând până la Gazala, unde frontul a fost stabilizat temporar, ambele tabere depunând eforturi pentru a-și întări pozițiile. Rommel a lansat un nou atac în mai, forțele de sub comanda sa reușind în bătălia de la Gazala să înfrângă în mod hotărâtor unitățile de blindate britanice. Se părea că Axa va reuși să-i alunge pe britanici din Egipt, dar, în timpul primei bătălii de la El Alamein (iulie 1942), generalul  Claude Auchinleck a reușit să oprească înaintarea lui Rommel la numai 145 km de Alexandria. Rommel a făcut o ultimă încercare să străpungă liniile aliate în timpul bătăliei de la Alam el Halfa, dar Armata a 8-a britanică comandată de generalul-locotenent Bernard Montgomery a reușit să reziste atacului. După o perioadă în care au fost aduse întăriri, provizii și militarii s-au instruit pentru noua misiune, aliații au preluat inițiativa și, în timpul celei de-a doua bătălii de la El Alamein (octombrie-noiembrie 1942), au reușit să înregistreze o victorie decisivă. Resturile armatei germano-italiene au fost forțate să se retragă luptând aproape 2.600 km, până la granița libiano-tunisiană.
După debarcările operațiunii „Torța” din noiembrie 1942 din teritoriile controlate de Regimul de la Vichy (Maroc și Algeria), forțele britanico-americano-franceze au înaintat spre est, intrând în luptă împotriva armatei Axei în timpul campaniei din Tunisia. În februarie, trupele de sub comanda lui Rommel s-au alăturat forțelor Axei din Tunisia. Aceste forțe au fost redenumite „Armata I italiană” și au fost puse sub comanda lui Giovanni Messe, după ce Rommel a preluat comanda unităților Axei care au participat la bătălia de la pasul Kasserine. În ciuda succesului din această ultimă luptă, aliații au fost capabili să-și reorganizeze forțele sub comanda generalului Harold Alexander și să recâștige inițiativa în aprilie. Forțele Axei au fost definitiv alungate din Africa de nord în luna mai a anului 1943.

## Trupele italiene pe frontul de răsărit: 1941 - 1943
În iulie 1941, aproximativ 62.000 de soldați italieni ai Corpului expediționar italian (Corpo di Spedizione Italiano in Russia, ori CSIR) au fost trimiși pe frontul de răsărit în sprijinul trupelor germane care urmau să declanșeze Operațiunea Barbarossa (atacul împotriva Uniunii Sovietice).
În iulie 1942, Armata Regală Italiană (Regio Esercito) a mărit efectivele CSIR la unele unei armate de aproximativ 200.000 de oameni (Armata Italiană în Rusia Armata Italiana in Russia, ori ARMIR).  ARMIR a mai fost cunoscută și ca „Armata a 8-a italiană”.
În perioada august 1942 – februarie 1943, ARMIR a luat parte la bătălia de la Stalingrad. Italienii au suferit pierderi de aproximativ 20.000 de morți și 64.000 de prizonieri după ce Armata Roșie a reușit să încercuiască forțele Axei, străpungând flancurile slab apărate de unitățile italiene, maghiare și române.
Resturile armatei italiene au fost retrase de pe frontul de răsărit în vara anului 1943. Numeroși dintre prizonierii italieni din Uniunea Sovietică au pierit în captivitate datorită condițiilor grele din lagărele de detenție.

## Luptele pentru eliberarea Italiei: 1943 - 1945
Pe 10 iulie 1943, o forță combinată a americanilor și Commonwealthului a debarcat în Sicilia în cadrul Operațiunii Husky. Generalii germani au preluat încă o dată conducerea luptelor și, în ciuda faptului că au fost obligați să părăsească insula, ei au reușit retragă un mare număr de soldați ai Axei de pe insulă și să-i transporte în siguranță în Italia continentală. Pe 19 iulie, un raid aerian asupra Romei a distrus numeroase instalații militare dar și obiective civile. Ca urmare, sprijinul popular pentru război a scăzut dramatic în cadrul populației italiene.
Pe 25 iulie 1943, Marele Consiliu al Fascismului l-a destituit pe dictatorul italian Benito Mussolini iar puterea a fost preluată de un regele Victor Emanuel al III-lea și un nou guvern condus de generalul Pietro Badoglio. Noul guvern a început imediat negocieri secrete cu aliații pentru a pune capăt luptelor și pentru a schimba tabăra. Pe 3 septembrie, guvernul Badaglio a fost semnat un armistițiu secret cu aliații la Fairfield Camp în Sicilia. Armistițiul a fost anunțat pe 8 septembrie. În acel moment, aliații se aflau deja în Italia continentală.
Pe 3 septembrie 1943, trupele britanice au traversat scurta distanță care despărțea Sicilia de „vârful cizmei” italiene în cadrul operațiunii „Baytown”. Au mai avut loc alte două debarcări aliate pe 9 septembrie la Salerno (operațiunea Avalanșa) și la Taranto (operațiunea Slapstick). Capitularea italiană a făcut ca debarcarea de la Taranto să aibă loc practic fără nicio opoziție, militarii nemaifiind obligați să ia cu asalt plajele, ci procedând pur și simplu la debarcare din vasele de transport la docurile din port. Germanii, imediat după ce au descoperit că italienii au semnat un armistițiu, au trecut la dezarmarea foștilor lor aliați și au preluat pozițiile defensive deținute până atunci de aceștia. Germanii au ocupat și zonele care fuseseră controlate până atunci de italieni în sud-estul Franței și din Balcani.
Pe 9 septembrie, o bombă ghidată germană a scufundat cuirasatul  italian „Roma” în apele teritoriale ale Sardiniei.
Generalul Antonio Gandin, comandantul garnizoanei italiene de aproximativ 12.000 soldați a insulei grecești Cefalonia (Divizia Acqui) a hotărât să reziste încercării germanilor de a-i dezarma militarii din subordine. Luptele au durat din 13 până pe 22 septembrie, când, italieni, după ce au suferit pierderi de cam 1.300 de oameni, au capitulat. Masacrarea de către germani a prizonierilor italieni din divizia Acqui este una dintre cele mai grave crime de război comise de Wehrmacht.
După aproape două luni după ce fusese îndepărtat de la putere, Benito Mussolini a fost eliberat de către germani în cadrul operațiunii „Stejarul” (Unternehmen Eiche). Acțiunea a fost un raid spectaculos plănuit de generalul Kurt Student și dus la îndeplinire de Obersturmbannführerul  Otto Skorzeny. Germanii l-au transportat pe Mussolini în nordul Italiei, unde dictatorul a organizat un nou stat fascist, Republica Socială Italiană.
Armatele aliate cu continuat să înainteze spre nordul Italiei în ciuda opoziției puternice a germanilor. Aliații controlau cea mai mare parte a sudului Italiei, iar locuitorii orașului Neapole s-au ridicat la luptă și au alungat ocupanții germani. Aliații au organizat mai multe unități militare italiene (terestre, navale și aeriene) pe care le-au numit „cobeligerante” sau „regaliste”. Aceste forțe cobeligerante au luptat alături de aliați pe tot restul duratei războiului. Pe de altă parte, trupele italiene loiale lui Mussolini și Republicii Sociale Italiene au continuat lupta alături de germani. Împotriva acestora din urmă a apărut o puternică mișcare de partizani, care a acționat în nordul Italiei.
Winston Churchill a considerat tot timpul că Europa sudică este punctul slab al continentului. În timpul primului război mondial el a fost susținătorul operațiunii de ocupare a Dardanellelor, iar în timpul celui de-al doilea război mondial a fost susținătorul unor operațiuni în Balcani, de exemplu a intervenției din 1940 din Grecia. Numind Italia „pântecul moale” al Axei, Churchill a fost susținătorul înfocat al unei invazii în această regiune în locul unei debarcări în Franța ocupată. Italia s-a dovedit însă un obiectiv greu de cucerit. Terenul muntos a oferit forțelor Axei posibilitate organizării unor poziții defensive foarte puternice și a anulat, cel puțin parțial, avantajul pe care l-ar fi asigurat aliaților superioritatea în forțe motorizate și mecanizate. Aliații nu au obținut o victorie clară împotriva germanilor din Italia până în primăvara anului 1945, când s-a reușit străpungerea Liniei Gotice, ceea ce a dus la capitularea forțelor germane din regiune, cu puțin timp înaintea capitulării finale a Germaniei.

## Declarația de război a Italiei împotriva Japoniei
Japonia a fost șocată și revoltată la aflarea veștii capitulării Italiei în fața puterilor aliate în septembrie 1943. Cetățenii italieni residenți în Japonia sau în Manchukuo au fost adunați și interogați cu privire la liderul căruia îi sunt loiali: regele Italiei, care își dezonorase țara predându-se inamicului, sau Ducelui Mussolini, liderul Republicii Sociale Italiene, care jurase să continue lupta alături de naziști. Cei care s-au declarat credincioși regelui au fost internați în lagăre de concentrare și au trebuit să suporte condiții grele de detenție până la sfârșitul războiului. În schimb, cei care au optat pentru Mussolnii au putut să-și continue viața și activitatea sub stricta supraveghere a Kempeitai.
Știrile despre capitularea Italiei nu au ajuns și la membrii echipajelor a trei submarine, Giuliani, Cappellini și Torelli, care navigau spre Singapore, în acele vremuri aflat sub controlul Japoniei. Submarinele urmau să încarce cauciuc, staniu și alte materiale strategice necesare industriei de război italiene și germane. Toți membrii echipajelor au fost arestați de armata japoneză. După câteva săptămâni de detenție, cei mai mulți dintre ei au ales să se alăture cauzei japoneze și germane. Kriegsmarine  a numit noi ofițeri la comanda celor trei submarine, care au fost rebotezate U-boot U.IT.23, U.IT.24 și U.IT.25. Cele trei submarine au luat parte la operațiunile germane din Pacific până când Giuliani a fost scufundat de submarinul britanic Tallyho în februarie 1944, iar celelalte două au fost preluate de Marina Imperială Japoneză după capitularea Germaniei.
Alberto Tarchiani, un ziarist antifascist, a fost numit ambasador la Washington de către guvenul Badoglio. Mareșalul Badoglio era șeful guvernului provizoriu italian care funcționa în condițiile ocupării țării de către puterile aliate. Ambasadorul a sugerat ca Italia să declare război Japoniei pe 14 iulie 1945. Acest act, care nu a fost susținut de nicio acțiune armată, a avut ca scop determinarea aliaților să accepte invitarea Italiei la Conferința de pace de la San Francisco, ca răsplată pentru cobeligerența sa. Italia nu a fost invitată la conferința de pace, printre cei care s-au opus fiind premierul britanic Churchill și John Foster Dulles.
Deși Italia și Japonia au negociat reluarea relațiilor diplomatice după 1951 și mai târziu au semnat mai multe tratate și înțelegeri bilaterale, cele două țări nu au semnat nicioadată un tratat de pace.

## Pierderi
Aproape patru milioane de italieni au fost mobilizați în armată in timpul celui de-al doilea război mondial, iar aproape o jumătate de milion de italieni, inclusiv civili, au murti în perioada ianuarie 1940 – mai 1945.
Din rândurile forțelor terestre („Regio Esercito”) au fost înregistrate 161.729 de pierderi între 10 iunie 1940 și 8 septembrie 1945 în timpul luptelor împotriva aliaților. Alte 18.655 de pierderi au fost înregistrate în luptele din Italia iar alte 54.622 de pierderi au fost înregistrate în luptele din restul Europei în perioada septembrie – octombrie 1943 în urma conflictului cu armata germană, după armistițiul cu forțele aliate
De asemenea, au fost înregistrate aproximativ 12.000 de pierderi în randurile partizanilor angajați în luptele de gherilă din nordul Italiei (Guerra di Liberazione) și  în rândurile "Armatei lui Badoglio", forțele italiene care luptau de parte aliaților. Armata Republicii Sociale Italiene a înregistrat 45.424 de pierderi.
Un mare număr de italieni a murit în lagărele de prizonieri germane, ale aliaților occidentali sau ale sovieticilor.